# Chorus (chi ốc biển)
Chorus là một chi ốc biển, là động vật thân mềm chân bụng sống ở biển thuộc họ Muricidae, họ ốc gai.

## Các loài
Các loài thuộc chi Chorus bao gồm:
- Chorus giganteus (Lesson, 1831)[2]